# Botanische Zentralstelle für die deutschen Kolonien

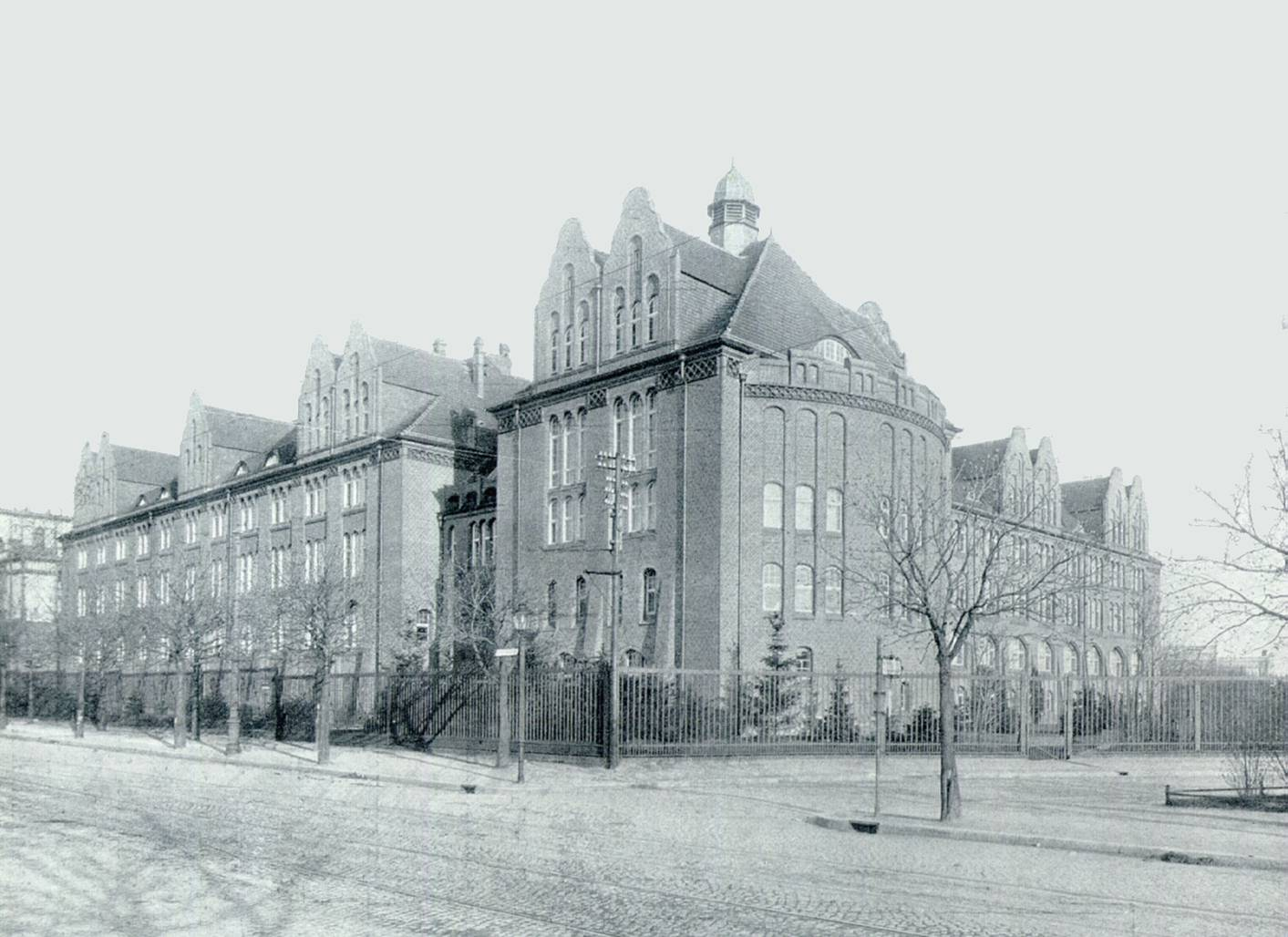
Im Gebäude des Botanischen Museums war auch die Botanische Zentralstelle für die deutschen Kolonien untergebracht

Die Botanische Zentralstelle für die deutschen Kolonien war eine von 1891 bis 1920 und 1941 bis 1943 bestehende Abteilung des Botanischen Gartens Berlin.

## Geschichte
1889 hatte der erste Gouverneur Kameruns, Julius Freiherr von Soden, angeregt, in den deutschen Kolonien botanische Gärten, Institute und Versuchsanstalten zu errichten. Diese würden der Erforschung der deutschen Kolonien dienlich sein und darüber hinaus wichtige Erkenntnisse für die Plantagenwirtschaft herbeiführen. Freiherr von Soden veranlasste daher die Gründung des bis heute bestehenden „Botanischen Gartens Victoria“ im heutigen Limbe in Kamerun.
Der Leiter des Botanischen Gartens Berlin, Adolf Engler, der der Idee des Gouverneurs sehr zugetan war, bewirkte beim Auswärtigen Amt die Gründung der „Botanischen Zentralstelle für die deutschen Kolonien“ in Berlin-Schöneberg. Am 31. März 1891 konnte die Arbeit aufgenommen werden. Doch das Areal in Schöneberg erwies sich als zu klein und Engler erhielt vom Reichstag die Bewilligung, nach Dahlem umzuziehen. Auch die finanzielle Unterstützung des Deutschen Reiches wurde erheblich erhöht. Nun konnten Samen archiviert und bis 1907 mehr als 16.500 lebende Jungpflanzen in Ward’schen Kästen in die deutschen Kolonien verschifft werden. Auf diese Weise gelangten fast alle europäischen Gemüsearten in die größte deutsche Kolonie Deutsch-Ostafrika, heute Tansania. Vom Kaiserlichen Biologisch-Landwirtschaftlichen Institut Amani, in den Usambara-Bergen, breiteten sich fortan Tomaten, Zwiebeln, Karotten oder auch Wassermelonen in ganz Ostafrika aus. Die deutschen Kolonialherren führten in Ostafrika u. a. auch australischen Eucalyptus für medizinale Zwecke ein und befassten sich intensiv mit einheimischen ostafrikanischen Pflanzen. Die Forschungen waren dem Betrieb großer Sisal- und Baumwollplantagen von Nutzen. In der Kleinstadt Wilhelmstal (heute Lushoto) im Usambara-Gebirge, Ostafrika, wurde ein dem Berliner Botanischen Garten entsprechendes Herbarium angelegt, wovon heute nur noch ein kleiner Teil existiert. Die Berliner Sammlung wurde während des Zweiten Weltkrieges nahezu vollständig zerstört.
In Übersee existierten zu diesem Zeitpunkt, neben der Versuchsanstalt für Landeskultur in Victoria (Kamerun), das Biologisch-Landwirtschaftliche Institut Amani (Deutsch-Ostafrika), Versuchsgärten in Misahöhe und Sokodé (Togoland) sowie in Rabaul (Deutsch-Neuguinea). Ein Versuchsgarten in Apia (Samoa) war in Planung. Die beiden großen Institute in Victoria und Amani hatten es sich ganz besonders zur Aufgabe gemacht, Plantagengewächse wie Kaffee, Kakao oder Kautschuk auf die Möglichkeit ihrer Kultivierung hin zu untersuchen.
Die Zentralstelle in Berlin bildete Gärtner für die überseeischen Versuchsanstalten aus. Des Weiteren versuchte man auch, die landwirtschaftlichen Methoden der einheimischen Bevölkerung der Kolonien zu untersuchen und zu fördern.
Nach dem Ersten Weltkrieg und der im Friedensvertrag von Versailles geregelten Abtrennung der Kolonien von Deutschland sah die Regierung keinen Anlass mehr für weitere Tätigkeiten der Zentralstelle. Wilhelm Solf äußerte sich dazu in folgender Weise: „Wir brauchen kein Grünzeug für Kolonien, die im Monde liegen.“
Kolonialbotanische Forschungen von Hans-Joachim Schlieben 1930–1935 und Walter Domke 1938 führten zu einer Wiedereröffnung der Zentralstelle am 18. September 1941.
In der Nacht vom 1. auf den 2. März 1943 fiel das Herbarium des Botanischen Museums den Bomben zum Opfer und mit ihm der Großteil der Bestände der Botanischen Zentralstelle für die deutschen Kolonien. Dieser Tag wird bis heute als „Dahlemer Katastrophe“ bezeichnet.
Nach dem Zweiten Weltkrieg wurden in Deutschland zwei Werke zur Flora zweier ehemaliger deutscher Kolonien veröffentlicht, an denen der Botanische Garten Berlin mitgewirkt hatte: Prodromus der Flora von Südwestafrika von Hermann Merxmüller und Flore analytique du Togo von Paul Hiepko und Hildemar Scholz.
Bis heute wird im Botanischen Garten Berlin die Flora von Namibia besonders beachtet; so befinden sich dort die größten außerafrikanischen Bestände der Welwitschia.